# واندرلي بايفا
واندرلي بايفا (بالبرتغالية: Vanderlei Paiva‏) هو لاعب كرة قدم برازيلي في مركز الوسط، ولد في 7 أبريل 1946 في تريس كاراكوس في البرازيل. شارك مع منتخب البرازيل لكرة القدم. أما مع النوادي، فقد لعب مع أتلتيكو مينيرو ونادي بالميراس ونادي بونتي بريتا.

## وصلات خارجية
- واندرلي بايفا على موقع ناشيونال فوتبول تيمز (الإنجليزية)